# Česko-japonské vztahy
Česko-japonské vztahy jsou bilaterální vztahy mezi Českou republikou a Japonskem, které byly navázány v roce 1919 mezi Československem a Japonskem.

## Historie
Diplomatický vztah mezi Československem a Japonskem byl navázán v roce 1919. Český architekt Antonin Raymond byl honorárním konzulem první Československé republiky v Japonsku od roku 1926 do roku 1939, zastupující vládu Tomáše Garrigue Masaryka. Vztahy byly přerušeny během druhé světové války od roku 1939 a obnoveny byly až v roce 1957. Prvním zplnomocněným japonským ministrem v Československu byl Harukazu Nagaoka.
Po rozdělení Československa v roce 1993 uznalo Japonsko založení České republiky i Slovenské republiky a pokračovalo v diplomatických vztazích s oběma zeměmi.
V červenci 2002 navštívil japonský císař Akihito a císařovna Mičiko Prahu.
V srpnu 2003 oficiálně navštívil japonský premiér Džuničiró Koizumi střední Evropu (konkrétně Německo, Polsko a Česko). Dne 20. srpna opustil Varšavu jako poslední cíl své cesty. Odpoledne následujícího dne vedl rozhovor s předsedou vlády ČR Vladimírem Špidlou, kde si vyměňovali své názory a myšlenky o dvoustranných vztazích a významných globálních otázkách, jako jsou jaderné ambice Severní Koreje a pomoc Iráku po válce, která skončila pouze tři měsíce předtím. Podle setkání oba předsedové vlády vydali „Společné prohlášení ke strategickému partnerství mezi Japonskem a Českou republikou“, které v roce 2012 oslavilo 10. výročí jejich partnerství a císařskou návštěvu Prahy a prohlásil další vývoj spolupráce v dvoustranných vztazích, pomoc Iráku a v prevenci dalšího šíření zbraní hromadného ničení.

## Obchod a ekonomika

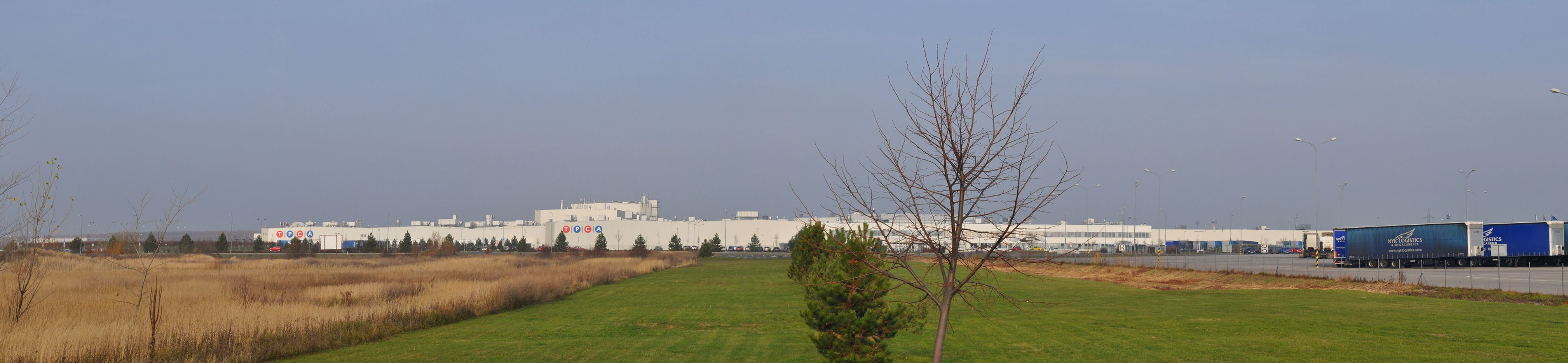
Automobilka TPCA v Kolíně

Hospodářské vztahy mezi Českou republikou a Japonskem se neustále vyvíjejí rychlým růstem přímých investic ve velkém měřítku obchodem s elektrickými stroji a mechanickými součástmi.
V roce 1993 Japonská organizace pro vnější obchod, která byla oprávněna jako vládní organizace na podporu japonského vývozu, dovozu a investic, nově zřídila svou kancelář v Praze. Poté našli své dva závody dva hlavní japonští výrobci, a to televizní závod Matsushita v Plzni v roce 1996 a továrna na polyesterové tkaniny v Toray v Prostějově v roce 1997.
Jako nejdůležitější mezník v česko-japonské obchodní historii založil Toyota Peugeot Citroën Automobile, sídlo a auto-továrnu v Kolíně v roce 2002. Výroba začala v únoru 2005 a od března 2012 společnost TPCA vyrobila od počáteční výroby více než 2 miliony vozidel.